# Saint-Julien-de-la-Nef
 Saint-Julien-de-la-Nef  es una población y comuna francesa, situada en la región de Languedoc-Rosellón, departamento de Gard, en el distrito de Le Vigan y cantón de Sumène.

## Demografía
| 115 | 86 | 100 | 99 | 140 | 119 |
| Para los censos de 1962 a 1999 la población legal corresponde a la población sin duplicidades (Fuente: INSEE [Consultar]) |    |     |    |     |     |